# 30. Turniej Czterech Skoczni
30. Turniej Czterech Skoczni był częścią Pucharu Świata w skokach narciarskich w sezonie 1981/1982. Rozgrywany był od 30 grudnia 1981 do 6 stycznia 1982.
Turniej wygrał  Manfred Deckert.

## Oberstdorf
Data: 30 grudnia 1981

Państwo:  RFN

Skocznia: Schattenbergschanze

### Wyniki konkursu
| Poz. | Imię i nazwisko   | Narodowość | Punkty |
| ---- | ----------------- | ---------- | ------ |
| 1.   | Matti Nykänen     | Finlandia  | 239,9  |
| 2.   | Manfred Deckert   | NRD        | 239,3  |
| 3.   | Thomas Prosser    | RFN        | 233,2  |
| 4.   | Kari Ylianttila   | Finlandia  | 226,0  |
| 5.   | Christoph Schwarz | RFN        | 225,4  |
| 6.   | Dag Holmen Jensen | Norwegia   | 223,2  |
| 7.   | Primož Ulaga      | Jugosławia | 220,9  |
| 8.   | Klaus Ostwald     | NRD        | 220,1  |
| 9.   | Roger Ruud        | Norwegia   | 219,6  |
| 10.  | Johan Sætre       | Norwegia   | 219,5  |

## Garmisch-Partenkirchen
Data: 1 stycznia 1982

Państwo:  RFN

Skocznia: Große Olympiaschanze

### Wyniki konkursu
| Poz. | Imię i nazwisko   | Narodowość | Punkty |
| ---- | ----------------- | ---------- | ------ |
| 1.   | Roger Ruud        | Norwegia   | 237,0  |
| 2.   | Manfred Deckert   | NRD        | 236,6  |
| 3.   | Andreas Bauer     | RFN        | 232,4  |
| 4.   | Per Bergerud      | Norwegia   | 232,0  |
| 5.   | Matti Nykänen     | Finlandia  | 228,2  |
| 6.   | Christoph Schwarz | RFN        | 227,5  |
| 7.   | Alfred Groyer     | Austria    | 222,9  |
| 8.   | Halvor Asphol     | Norwegia   | 222,4  |
| 9.   | Olav Hansson      | Norwegia   | 222,2  |
| 9.   | Hubert Neuper     | Austria    | 222,2  |

## Innsbruck
Data: 4 stycznia 1982

Państwo:  Austria

Skocznia: Bergisel

### Wyniki konkursu
| Poz. | Imię i nazwisko   | Narodowość | Punkty |
| ---- | ----------------- | ---------- | ------ |
| 1.   | Manfred Deckert   | NRD        | 243,5  |
| 1.   | Per Bergerud      | Norwegia   | 243,5  |
| 3.   | Roger Ruud        | Norwegia   | 243,3  |
| 4.   | Andreas Bauer     | RFN        | 241,7  |
| 5.   | Alfred Groyer     | Austria    | 234,4  |
| 5.   | Matthias Buse     | NRD        | 234,4  |
| 7.   | Johan Sætre       | Norwegia   | 233,9  |
| 8.   | Hubert Neuper     | Austria    | 233,3  |
| 9.   | Dag Holmen Jensen | Norwegia   | 231,9  |
| 10.  | Ernst Vettori     | Austria    | 230,6  |

## Bischofshofen
Data: 6 stycznia 1982

Państwo:  Austria

Skocznia: Paul-Ausserleitner-Schanze

### Wyniki konkursu
| Poz. | Imię i nazwisko   | Narodowość | Punkty |
| ---- | ----------------- | ---------- | ------ |
| 1.   | Hubert Neuper     | Austria    | 240,5  |
| 2.   | Halvor Asphol     | Norwegia   | 238,4  |
| 3.   | Armin Kogler      | Austria    | 237,6  |
| 4.   | Per Bergerud      | Norwegia   | 237,1  |
| 5.   | Manfred Deckert   | NRD        | 232,0  |
| 6.   | Klaus Ostwald     | NRD        | 229,4  |
| 7.   | Dag Holmen Jensen | Norwegia   | 225,2  |
| 7.   | Adolf Hirner      | Austria    | 225,2  |
| 9.   | Ole Bremseth      | Norwegia   | 225,0  |
| 10.  | Matthias Buse     | NRD        | 224,4  |

## Klasyfikacja generalna
| Poz. | Skoczek           | Kraj     | Punkty |
| ---- | ----------------- | -------- | ------ |
| 1.   | Manfred Deckert   | NRD      | 951,4  |
| 2.   | Roger Ruud        | Norwegia | 915,4  |
| 3.   | Per Bergerud      | Norwegia | 907,9  |
| 4.   | Christoph Schwarz | RFN      | 904,5  |
| 5.   | Halvor Asphol     | Norwegia | 897,8  |
| 5.   | Hubert Neuper     | Austria  | 897,8  |
| 7.   | Andreas Bauer     | RFN      | 894,5  |
| 8.   | Dag Holmen Jensen | Norwegia | 890,8  |
| 9.   | Alfred Groyer     | Austria  | 889,2  |
| 10.  | Armin Kogler      | Austria  | 879,5  |